# André Lauran
André Laurent dit André Lauran, né à Valence le 5 juin 1922 et mort à Lagny-sur-Marne le 31 janvier 2009, est un artiste peintre.

## Biographie
André Laurent naît à Valence en 1922.
Attiré très tôt par la peinture, il étudie à l'école de l'art de Valence, puis aux Beaux-Arts de Lyon qu'il quitte au bout de six mois. Il expose dès 1941 avec Pierre Palue et Jean Vinay au musée de Valence.
En 1948, lors d'une exposition à Lyon au Salon des Surindépendants, où il expose pour la première fois avec André Cottavoz, Jean Fusaro, Jacques Truphémus, Pierre Palue, Pierre Coquet et Paul-Philibert Charrin, est créé le sanzisme, mouvement artistique lyonnais dont il devient membre.
En 1950, il épouse Véronique Veron, elle aussi artiste peintre, et ils deviendront bouquinistes à Paris. De 1951 à 1953, il vit aux États-Unis. À son retour, André Lauran est nommé professeur de dessin dans trois collèges parisiens tout en continuant d’exposer ses œuvres dans des salons, expositions ou galeries d'art.
Ses tableaux sont exposés dans différents lieux, publics (ille de Paris, musées de Valence, d’Annecy et de Tain-l'Hermitage, conseil général de la Drôme) ou privés (France, États-Unis, Japon, Allemagne). Plusieurs collectivités achètent ses œuvres, le conseil général de la Drôme, le musée d'Annecy ainsi que la ville de Paris.
Il fait changer sa signature en 1964 « afin d'éviter les confusions possibles avec ses homonymes artistes peintres ».
Il s’installe en 1964 à Lagny-sur-Marne, où il meurt en 2009.

## Œuvres (liste non exhaustive)
- Jardin des Tuileries Paris (1947),
- La Seine près du pont d'Auteuil (1955),
- Portrait de Véronique(1956),
- Maisons derrière Montparnasse» (1956),
- Le Métro Blanche (1957),
- Bœuf écorché (1958),
- Boucherie (1958),
- Plage à Cannes (1958),
- Baigneurs sur la plage (1959),
- Carrefour (1960),
- Carrefour à Lyon (1960),
- Pont des Arts (1960-1992),
- Portrait de Françoise Pansu(1961),
- Les grues (1961),
- Oignons et aulx (1961),
- La Place de la Concorde, la Tour Eiffel (1962),
- Promenade des Anglais (1962),
- Plage à Trouville (1962),
- Bord de Mer (1962),
- Bassin aux Tuileries (1963),
- Port du Havre (1964),
- Jardin du Luxembourg/Parc du château de Champs (1965-1967),
- Nature morte (1966),
- Le bassin du château de champs (1966),
- Promenade des Anglais, Nice (1966),
- Jardin du Luxembourg (1967/1989)
- Avenue à Boulogne (1967),
- Temps gris à Trouville (1968),
- Bord de mer à Cannes (1968),
- La plaine vers Paris (1968),
- Vagues déferlantes, Trouville (1968),
- Mer bleue, Fréjus (1969),
- Baigneuses (1970),
- Les voiliers à Cannes (1970),
- Bord de mer à Cannes (1970),
- La promenade des Anglais à Nice (1970),
- Vagues et baigneurs, Sète (1971),
- La Plage (1971),
- La Plage à Trouville (1974),
- Baigneurs à Gruissan plage (1974),
- La Plage à Gruissan (1974),
- Falaises de Dieppe (1994),
- Bassin au jardin du Luxembourg (1995),
- Régates à La Baule (1996),
- Falaise d'Aval et terrasse (1998)
- Mer et voiliers à Étretat (1998),

## Collections publiques
- L'enfant au mimosas, Musée d'Art et d'Archéologie de Valence[6].
- Portrait de Serge Charchoune, 1946, Musée national d'Art moderne[7].
- Nature morte, huile sur panneau, vers 1930, Fonds national d'art contemporain, Puteaux[8].

## Expositions (liste non exhaustive)
- Musée d'Art et d'Archéologie de Valence, 1941[9]
- En compagnie de Cottavoz et de Truphémas, à la galerie Art Vivant à Paris, 1957
- Galerie des Jacobins à Lyon, 1957,1958 et 1959
- Galerie des Trois-Maris à Lyon, 1963
- Château d'Aubenas en 1964[10]
- Exposition du groupe des Sanzistes à la Galerie Saint-Vincent à Lyon, 1994
- Salle de la Gourdine à Lagny-sur-Marne, 2001. C'est à cette occasion que le peintre ainsi que sa femme offrent chacun un tableau au musée.
- Exposition du groupe des Sanzistes, 2003[11]
- Salon international d'art et d'expression contemporaine en 2012, Lavaveix-les-Mines[12],[13].
- Musée Palué de Tain l'Hermitage en 2013[14].

## Pour approfondir